# Удадовы
Удадовы (Удодовы) — предприниматели Новониколаевска.

## Представители
Андрей Петрович Удадов — красноярский купец 2-й гильдии. В октябре 1905 года создал товарищество «Алтайская фабрично-промышленная компания», ему принадлежало 6 паёв (по 5 тысяч каждый) из 90. В 1911 году был одним из учредителей «Товарищества парового пивоваренного завода „Богемия“» (капитал — 60 000 рублей). В 1916 году Новониколаевская городская дума получила от Андрея Петровича заём.
Иван Петрович Удадов (1860—1917) — барнаульский и новониколаевский купец 2-й гильдии, брат Андрея Петровича, вместе с которым был в числе учредителей «Товарищества парового пивоваренного завода „Богемия“». В 1917 году назначен одним из товарищей директора Новониколаевского городского общественного банка, действовавшего с 1 февраля 1917 по декабрь 1919 года. Умер в 1917 году (вероятнее всего, в мае).